# 新特蘭日產足球會
新特蘭日產足球會（Sunderland Nissan F.C.） 是一支位於英格蘭新特蘭已解散的足球會。於1988年成立後加入韋西迪聯賽乙組賽事。2005/06和08/09賽季皆打進足總瓶的第二圈。2008/09年是球隊最後一個賽季，是北部聯賽的成員。他們以日產體育中心（Nissan Sports Complex）為主場。球員都是新特蘭日產汽車（Nissan Motor Manufacturing Plant，簡稱NMUK）的公司職員。2009年因公司財政有問題，球隊正式宣布解散。

## 紀錄
- 英格蘭足總盃最佳: 資格賽首圈 - 2006-07年；
- 英格蘭足總瓶最佳: 第二圈重賽 - 2005-06年；

## 榮譽
- 北部聯賽乙組 : 亞軍: 2004-05
- 北部聯賽盃: 亞軍: 2006-07
- 韋西迪聯賽: 1993-94, 99-2000, 01-02
- 乙組: 亞軍: 1989-90
- 聯賽盃: 1992-93, 93-94, 96-97, R-Up: 1991-92, 98-99
- 蒙韋摩慈善盾: 1996-97 R-Up: 1995-96, 2000-01
- 日產歐洲盃: (x3)

## 外部連結
- nissanfc.co.uk